# Kościół Podwyższenia Krzyża Świętego w Lubiechni Małej
Kościół pw. Podwyższenia Krzyża Świętego w Lubiechni Małej – zabytkowy rzymskokatolicki kościół filialny w Lubiechni Małej, w powiecie słubickim, w województwie lubuskim. Należy do dekanatu Rzepin w diecezji zielonogórsko-gorzowskiej. Uprzednio był kościołem ewangelickim.

## Architektura
Wzniesiony na rzucie prostokąta zamkniętego w części prezbiterialnej trójbocznie. W okresie 1813–1818 przeprowadzono prace budowlane wzbogacając bryłę drewnianą wieżą dostawioną od strony zachodniej.
Na nadprożu wyryto datę upamiętniającą rok wzniesienia budowli: Anno 1669. W 1947 kościół poświęcono na potrzeby kultu katolickiego.